# Imre Nagy
Imre Nagy (7. června 1896 Kaposvár – 16. června 1958 Budapešť) byl maďarský komunistický politik a premiér, který se během Maďarského povstání v roce 1956 postavil na stranu povstalců a vyhlásil neutralitu Maďarska.

## Biografie a politická kariéra
Imre Nagy se narodil dne 7. června 1896 v Kaposváru v tehdejším Uherském království do rodiny zemědělců. Po studiích byl nucen nastoupit základní vojenskou službu do Rakousko-Uherské armády, ve které byl odvelen na východní frontu. V červnu 1918 vstoupil do maďarské sekce ruské komunistické strany – Szibéria Külföldi Munkásainak Kommunista (Szociáldemokrata) Pártja. Poté 4 měsíce bojoval v Rudé armádě na Dálném východě, kde také padl do českého zajetí, propuštěn byl následující rok.
Lze se setkat s tvrzením, že se Nagy v roce 1918 osobně zúčastnil zastřelení carské rodiny v Jekatěrinburgu. Toto tradované tvrzení však není ničím podloženo. Jeho kritici proto oprávněně upozorňují na snadnou záměnu četně se vyskytujícího příjmení.
V první polovině roku 1920 sloužil v Rudé gardě a dne 10. května se stal členem ruské bolševické strany. Posléze se vrátil zpět do Maďarska, kde pracoval jako úředník v Kaposváru a zároveň vyvíjel legální politickou činnost v MSZDP. V letech 1921 až 1927 byl několikrát vězněn z politických důvodů. Roku 1925 vstoupil do komunistické Magyarországi Szocialista Munkáspárt. Díky svému členství byl po zákazu strany dne 10. března 1927 na krátkou dobu zatčen. Po svém květnovém propuštění emigroval do Vídně, odkud mnohokrát ilegálně překročil hranice Maďarska.

### V emigraci
I jako emigrant nadále vedl politickou činnost. V letech 1928 až 1929 byl dokonce v emigraci předsedou zemědělské sekce KMP. Roku 1930 je poslán jako delegát KMP na kongres do Moskvy. Zde nakonec zůstává v emigraci až do roku 1944. Od roku 1930 pracoval v moskevském Mezinárodním agronomickém institutu Kominternu, ale v roce 1936 byl z této práce propuštěn a vyloučen ze strany. Roku 1939 byl však do strany opět přijat.
Následně pracoval v Maďarském rozhlasu v Moskvě. Roku 1941 vstoupil do Rudé armády, ale nebyl u bojových jednotek. Na podzim roku 1944 vypracoval všeobecný plán pro pozemkovou reformu v poválečném Maďarsku.

### Poválečné Maďarsko
Když v prosinci 1944 vznikla v Debrecenu takzvaná Prozatímní vláda, Imre Nagy se stal jejím ministrem zemědělství a dne 15. března 1945 oznámil svou pozemkovou reformu. Od léta 1945 se pohyboval v nejužším vedení Magyar Kommunista Párt. Několik měsíců byl také ministrem vnitra. Dne 16. září 1947 byl zvolen předsedou Národního shromáždění, tuto funkci vykonával až do roku 1949, kdy byl za své názory vyloučen z politického výboru.

### Maďarská lidová republika

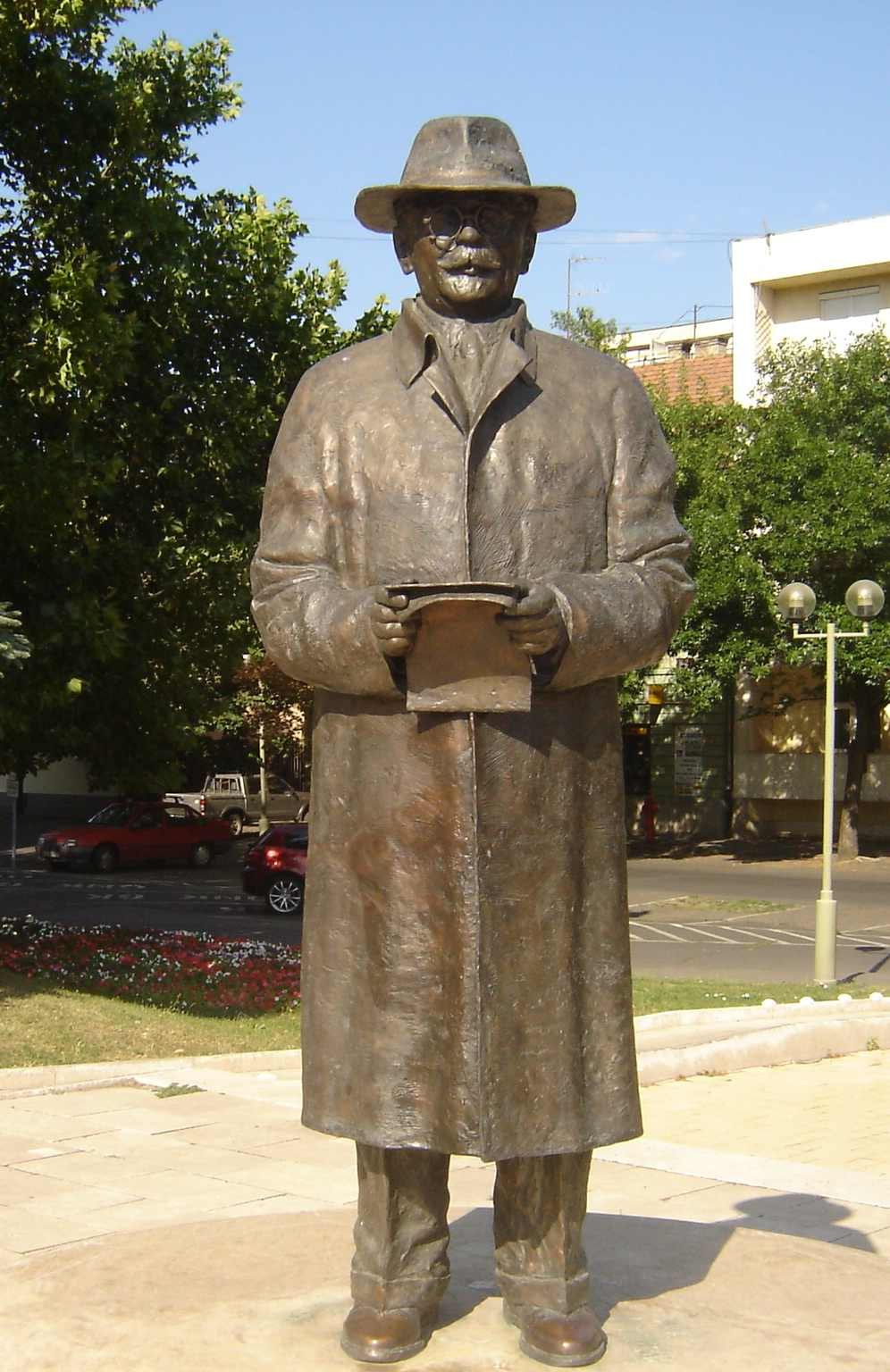
Památník ve městě Szeged

Od roku 1950 byl však opět členem politbyra. V srpnu 1952 byl předsedou Rady ministrů ustanoven Mátyás Rákosi a v listopadu byl Imre Nagy jmenován jeho náměstkem. Ovšem po smrti Stalina (březen 1953) byl na přímý rozkaz nového vůdce Sovětského svazu Nikity Chruščova v červnu Rákosi z vládní funkce odvolán a novým předsedou maďarské vlády se stal Imre Nagy. Avšak zarytý stalinista Rakosi zůstal nadále generálním tajemníkem MDP a po další tři roky soupeřil s Nagyem o moc. Nagy představoval nový směr a ve své funkci provedl řadu reforem. Zrušil státní kontrolu nad médii a podpořil veřejnou diskusi o politické a ekonomické reformě. Nechal také z vězení propustit antikomunisty a začal mluvit o svobodných volbách a vystoupení MLR z Varšavské smlouvy. Již v roce 1955 veřejně mluvil o tom, že by Maďarsko mohlo „přijmout status neutrality podle rakouského vzoru“.
Tento Nagyův trend samozřejmě narazil na odpor stalinistů v čele s Rákosim. Dne 9. března 1955 Rákosi jménem Ústředního výboru MDP Nagye obvinil z revizionizmu a protisocialistického nacionalismu a jeho politice přičetl i špatnou hospodářskou situaci v zemi. Komunistický tisk tento útok podpořil a 18. dubna 1955 byl Nagy po jednomyslném hlasování Národního shromáždění sesazen ze svého postu a poté i vyloučen ze strany. Novým předsedou Rady ministrů se stal András Hegedüs. Tento stav však netrval dlouho. Poté, co Nikita Chruščov vystoupil proti tzv. kultu osobnosti, byl již v červenci 1956 opět na vyšší sovětský pokyn Rákosi odvolán ze všech svých stranických funkcí (oficiálně „ze zdravotních důvodů“) a následně poslán do SSSR na „léčbu“. Již 18. července 1956 byl do funkce generálního tajemníka MDP zvolen Rákosiho přítel Ernő Gerő. V MLR se však už množily demonstrace obyvatel proti komunistickému režimu. Tlak veřejnosti si vynutil 6. října 1956 důstojný pohřeb László Rajka a dalších nespravedlivě popravených. Objevil se i požadavek na okamžitý odchod sovětských vojsk, veřejný soud s Mátyásem Rákosim a povolání Imre Nagye do čela vlády. Na síle nabíraly také požadavky na svobodné volby, zrušení cenzury a důkladnou rehabilitaci nespravedlivě odsouzených. Dne 13. října 1956 byl Imre Nagy opět přijat do vládnoucí strany.

### Maďarské povstání

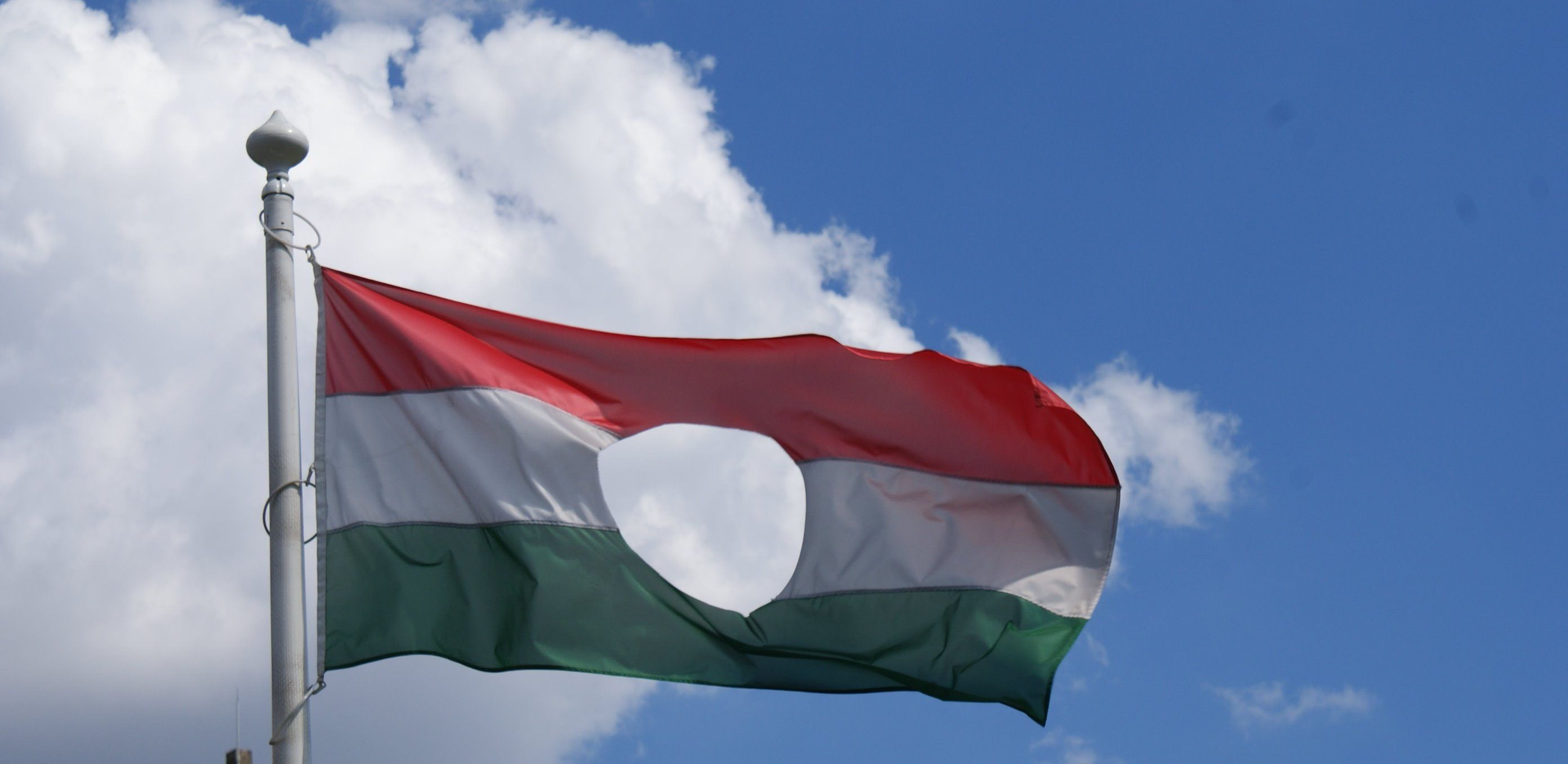
Maďarská vlajka s vystřiženým státním znakem obsahujícím rudou hvězdu se stala symbolem povstání

Maďarské povstání započalo dne 23. října 1956, kdy došlo nejprve k pokojným demonstracím spisovatelů a studentů. Odpoledne se shromáždilo 2 000 lidí u pomníku generála Bema, pak davy pokračovaly k budově Országházu, k večeru se demonstrací účastnilo na 200 000 lidí. Skupina studentů, která se domáhala veřejného vysílání „Požadavků maďarských revolucionářů“ (Šestnáct požadavků maďarských studentů), byla zadržena tajnou policií ÁVH. Ta zahájila střelbu po demonstrantech, domáhajících se před budovou rozhlasu propuštění studentů. Zpráva o tom se rychle rozšířila a veřejné protesty se šířily Budapeští a po celém Maďarsku. Následujíc den 24. října se Imre Nagy opět stal premiérem. Vláda padla 25. října a nová Nagyova vláda byla ustanovena 27. října. Ta formálně rozpustila ÁVH, vyhlásila záměry opustit Varšavský pakt a znovu zavést svobodné volby. Zdálo se, že Maďarsko je na cestě ke svobodě. Ale Moskva se již připravovala na invazi, formální rozhodnutí o ní padlo 31. října. Nagy se po počátečním váhání nakonec postavil na stranu lidu. Dne 1. listopadu vyhlásil neutralitu Maďarska a jeho vystoupení z Varšavské smlouvy.

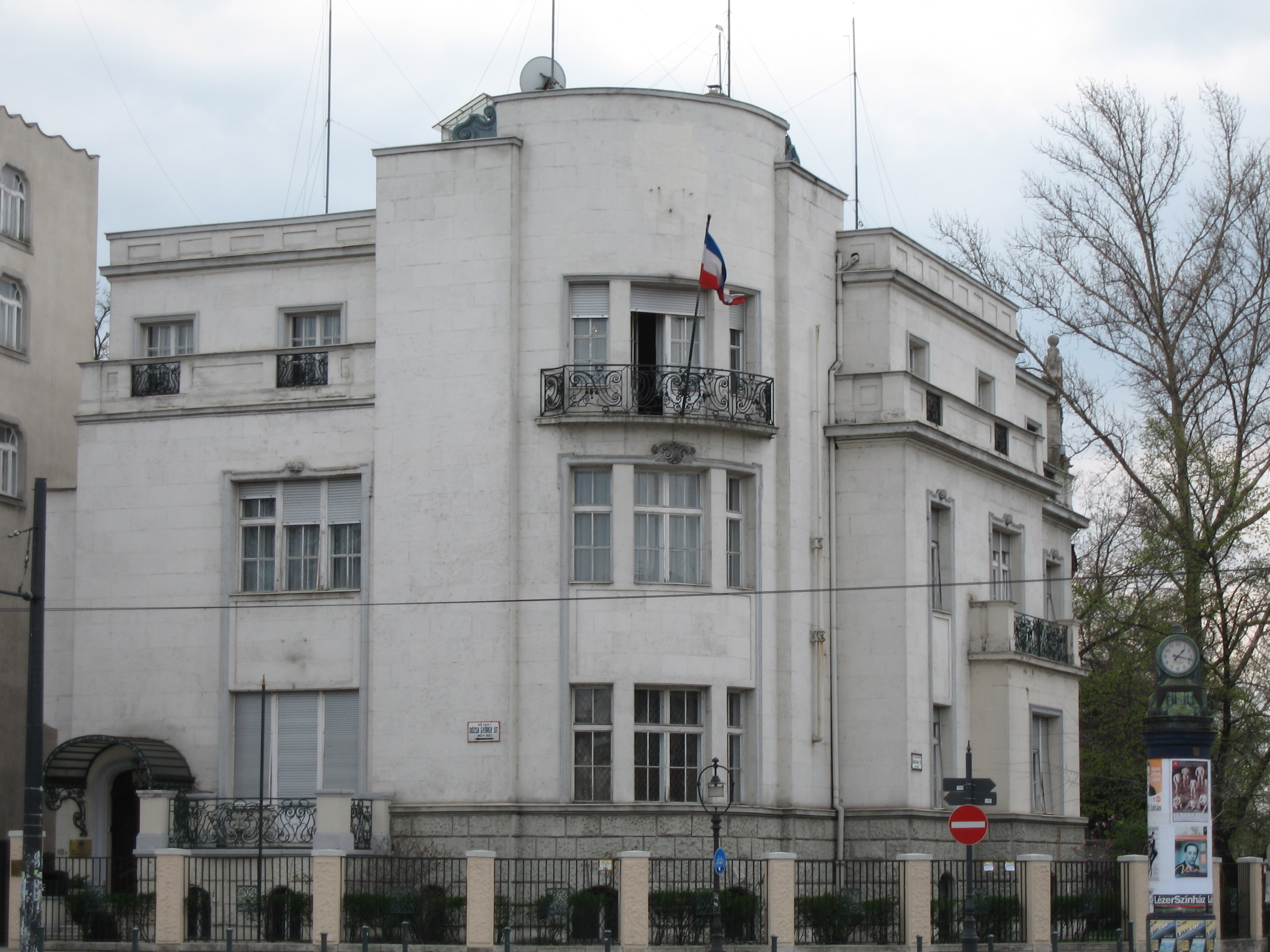
Velvyslanectví Jugoslávie

Nagyův stranický kolega János Kádár, poté co 1. listopadu uvítal vyhlášení neutrality Maďarska, opustil vládní ústředí a odebral se na velvyslanectví Sovětského svazu, odkud byl rychle převezen do Moskvy. Vládní strana MDP se 2. listopadu přetransformovala na MSZMP. Dne 4. listopadu Kádár utvořil kolaborantskou tzv. revoluční dělnicko-rolnickou vládu a povolal do země zpět sovětská vojska, která mezitím Budapešť nakrátko opustila.
Dne 4. listopadu se za úsvitu ozvalo rozhlasové vysílání, ve kterém Imre Nagy žádal západní státy o pomoc. Později se ozval Kádárův hlas z vysílací stanice v Szolnoku a vyzýval jménem nově utvořené revoluční dělnicko-rolnické vlády k boji proti kontrarevoluci po boku sovětské armády.
Téhož dne se Imre Nagy nalezl úkryt před sovětskými agenty na Jugoslávském velvyslanectví v Budapešti. Za pomocí lsti byl však dne 22. listopadu vylákán ven a okamžitě zatčen sovětskými policejními orgány vedenými osobně Ivanem A. Serovem, tehdejším šéfem KGB, a ihned přepraven do Rumunské socialistické republiky.

### Vykonstruovaný proces

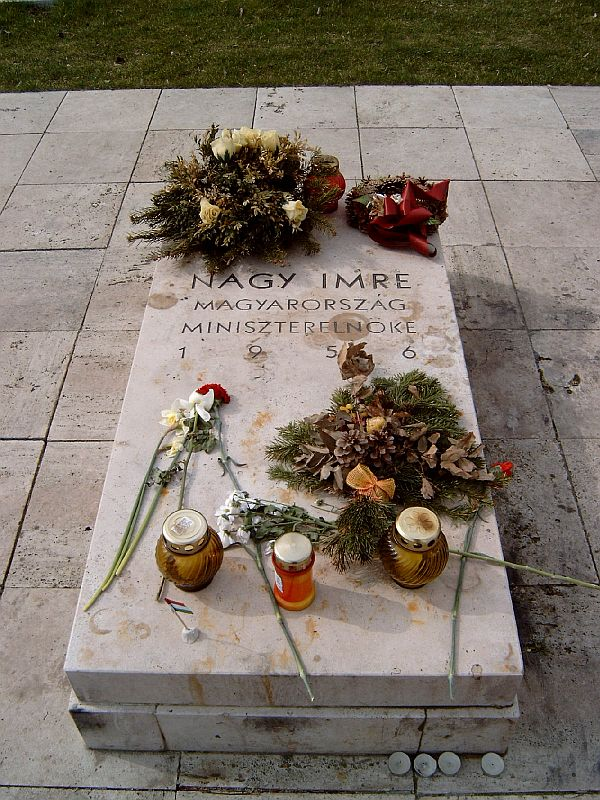
Náhrobek Imre Nagye

Vykonstruovaný proces s Imre Nagyem a jeho spolupracovníky se konal ve dnech 9. a 15. června 1958 za zavřenými dveřmi. Všichni byli shledáni vinnými ze spiknutí, jehož cílem bylo svrhnout lidově demokratický režim, a odsouzeni k trestu smrti. Bývalý premiér Imre Nagy, jeho poradce Miklós Gimes a ministr obrany Pál Maléter byli popraveni 16. června 1958. Ostatní vládní spolupracovníci byli uvězněni. Těla popravených byla bez pohřebního obřadu pochována na Novém veřejném hřbitově, parcela 301, kde odpočívá mnoho představitelů a bojovníků Maďarského povstání. Zde těla zůstala až do roku 1989.

## Rehabilitace
Po poraženém povstání nastalo v MLR období normalizace. Avšak s táním režimu od roku 1987 se objevily první skulinky svobody.
Přesně 31 let po Nagyově popravě, tedy dne 16. června 1989, se konal v Budapešti na Náměstí Hrdinů za účasti 300 000 lidí jedenáctihodinový pohřební obřad pro Imre Nagye a další zavražděné vůdce povstání v roce 1956, včetně prázdné rakve symbolizující všechny neznámé padlé povstalce. Na tomto pohřbu vystoupil pozdější premiér, v té době mladý vysokoškolský student Viktor Orbán (Fidesz), se svým projevem, ve kterém otevřeně prohlásil, že je nutné jednat o stažení sovětských vojsk z Maďarska a skoncovat s komunismem.
Za svá slova sklidil bouřlivý potlesk. Tento akt se stal symbolem rozbřesku nové maďarské éry.
János Kádár zemřel dne 6. července 1989, paradoxně ve stejný den, kdy byl oficiálně rehabilitován Imre Nagy, kterého nechal v roce 1958 popravit. Ve chvíli, kdy maďarský Nejvyšší soud oznamoval verdikt o rehabilitaci Nagye, vstoupil do místnosti neznámý muž a řekl: „Kádár je mrtvý.“
Dnes je Imre Nagy považován za hrdinu maďarského národa.

## Galerie

### Sochy a busty

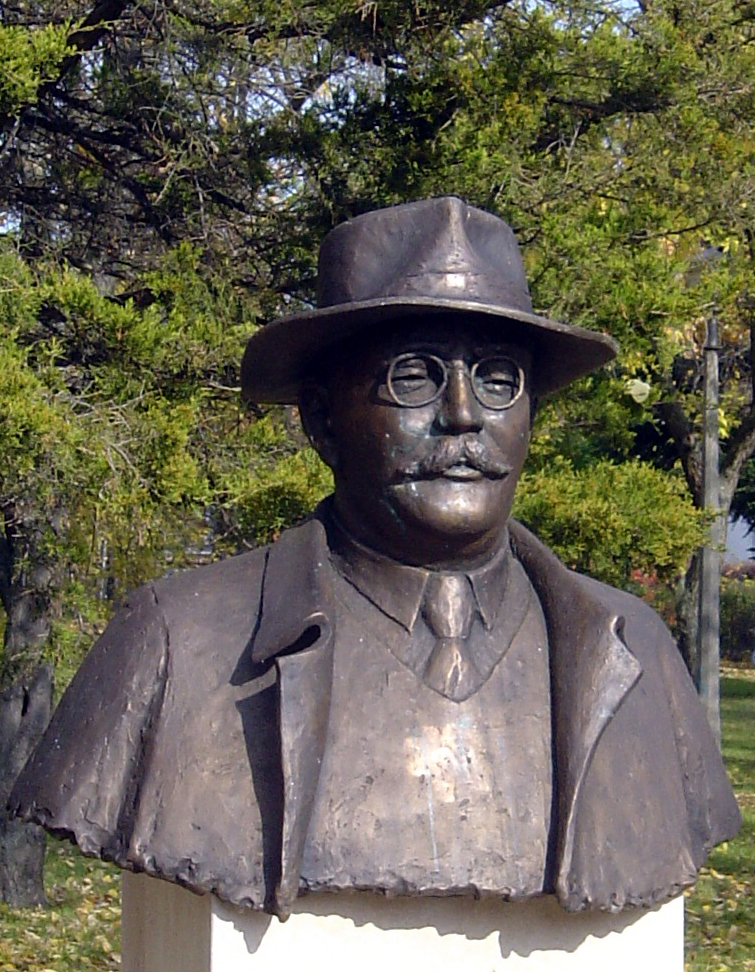
Busta Imreho Nagye
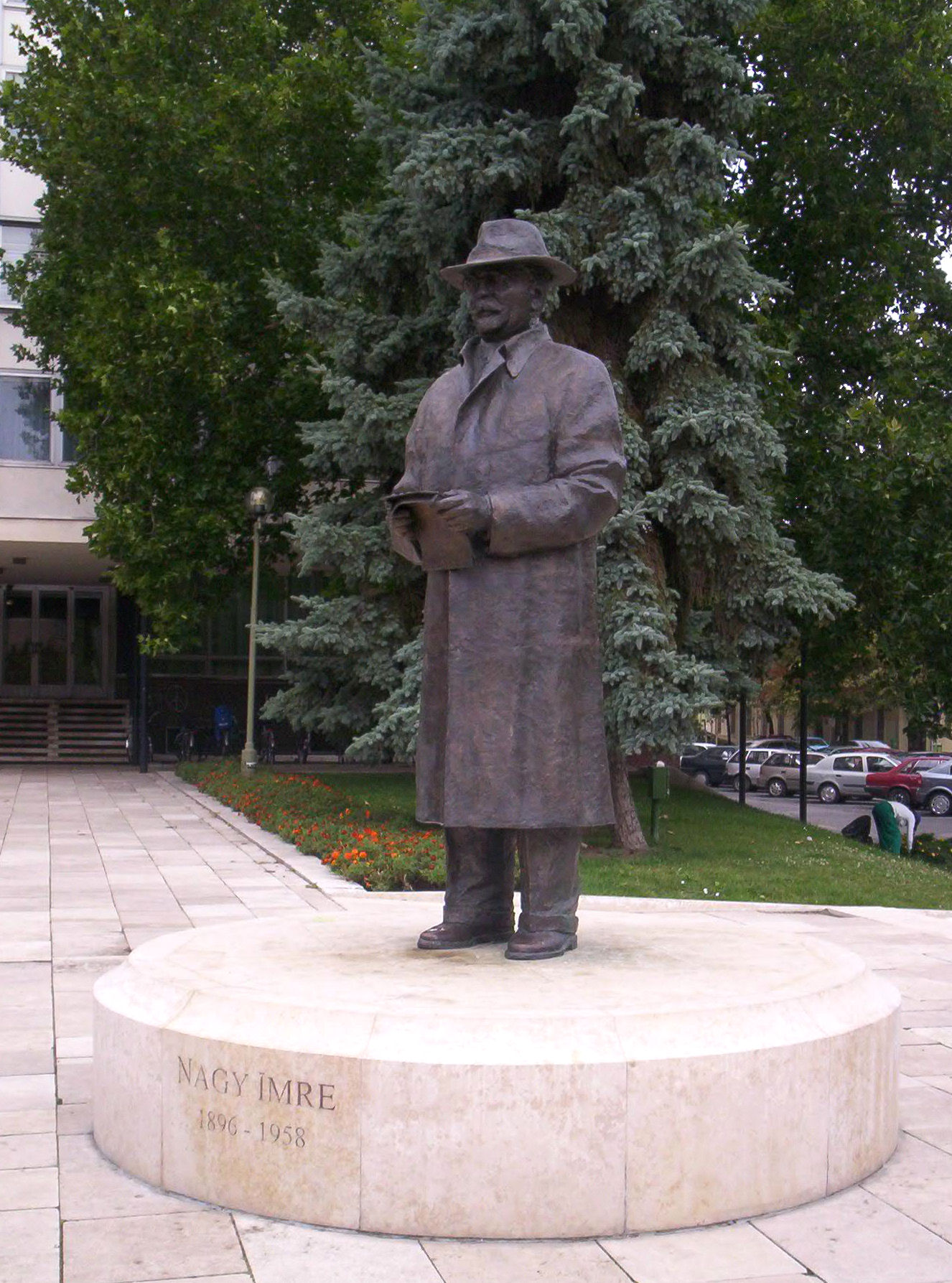
Socha v Szegedu
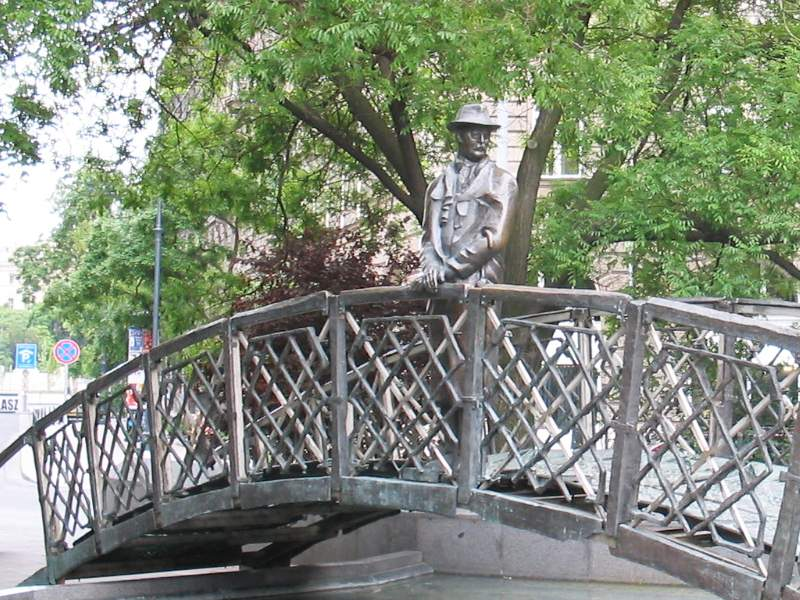
Socha v Budapešti

### Dům v Budapešti

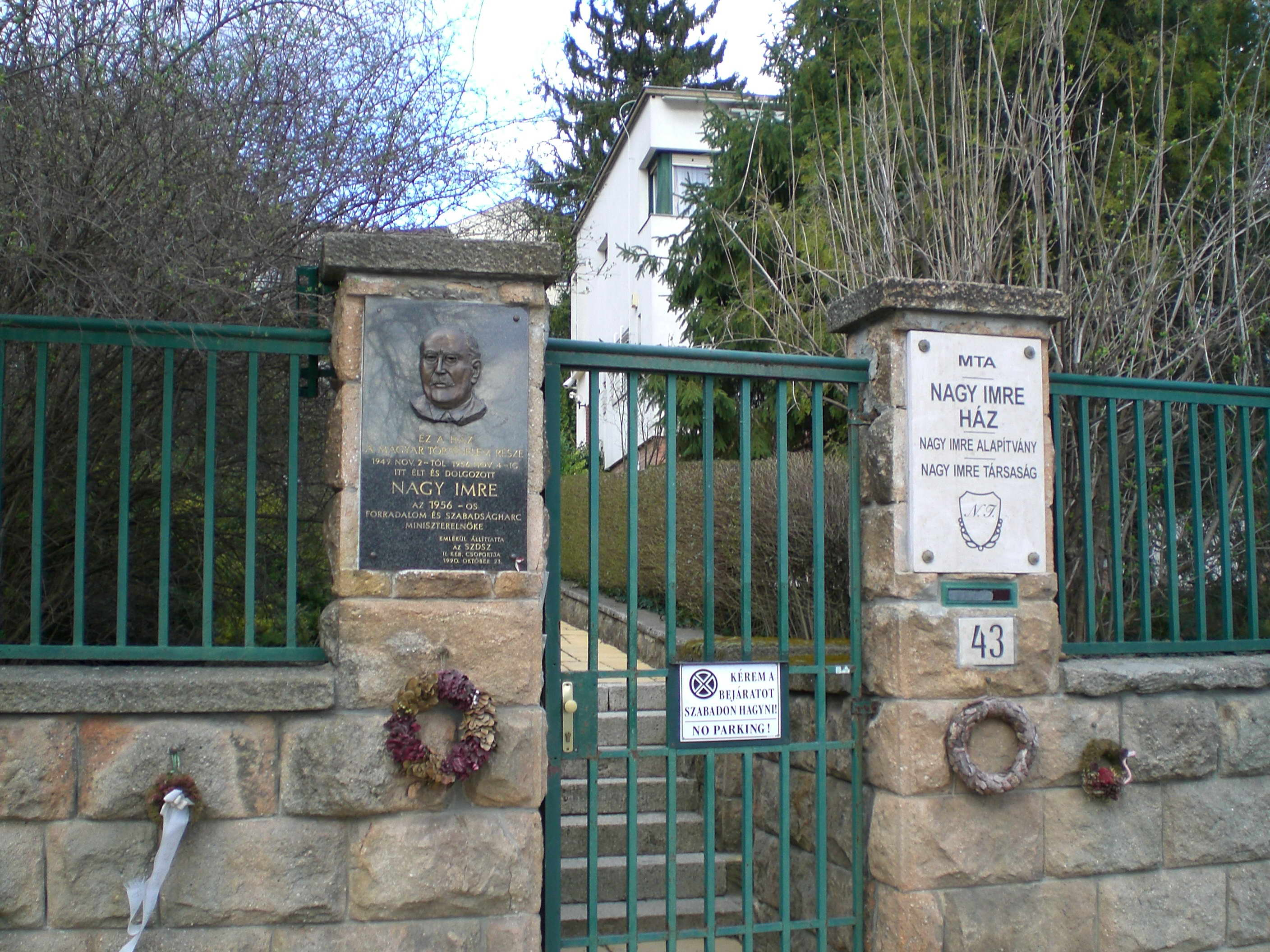
Branka u domu
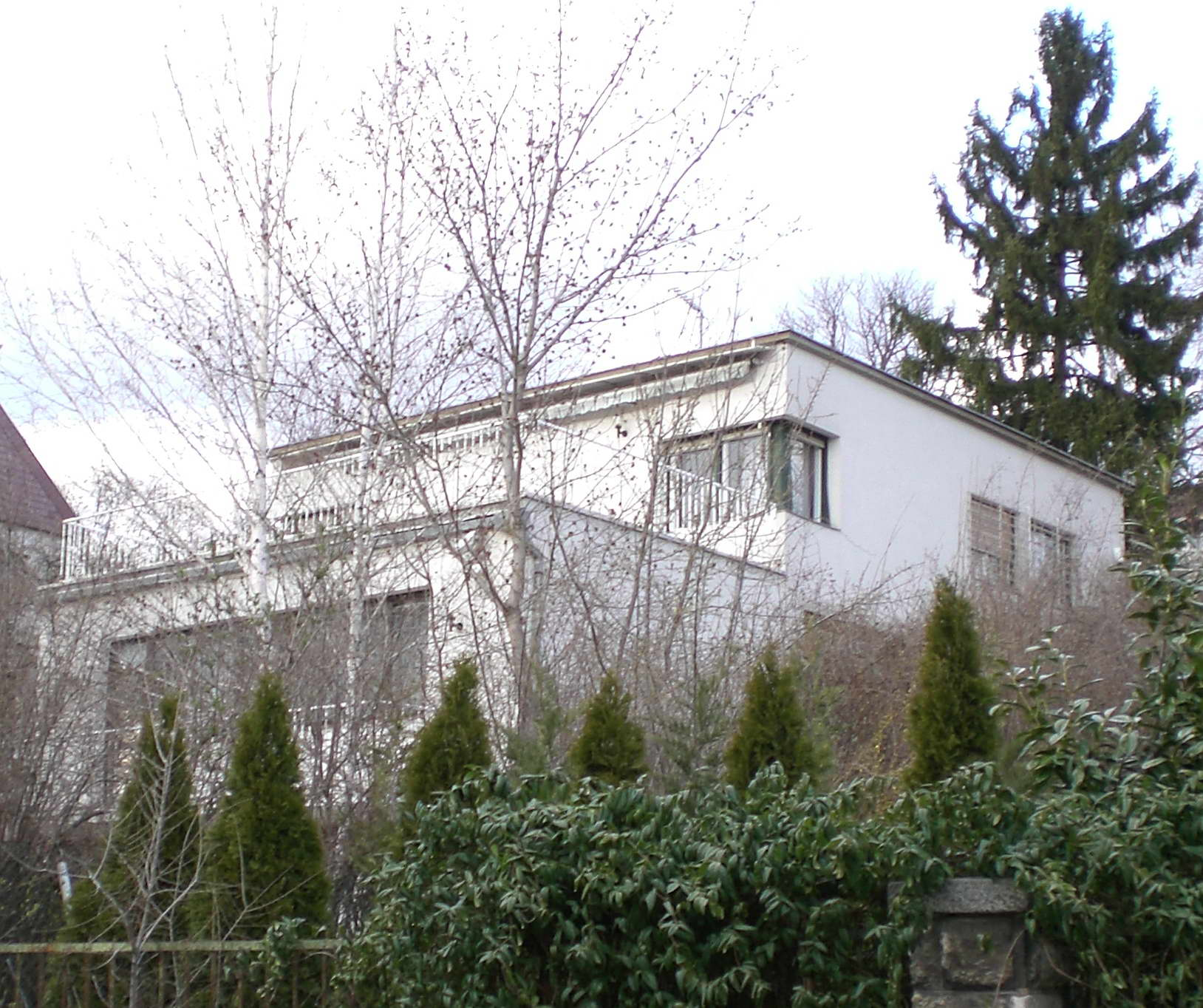
Dům Imreho Nagye